# Reconhecimento de entidade mencionada
O reconhecimento de entidades mencionadas (REM) é um ramo do processamento de linguagem natural que procura extrair e classificar as entidades mencionadas em um texto escrito em linguagem natural.
Para essa tarefa, utiliza-se conhecimentos de linguística computacional para manipular as palavras e um texto segundo sua classe gramatical e fazer inferências sobre os límites da entidade e sua classificação.
Ex: 
- A Wikipedia Inc é a empresa criadora da Wikipédia.
- A <Organização="Wikipedia Inc"> é a empresa criadora da <Software="Wikipedia">.

O HAREM foi uma tarefa pioneira na avalição e reconhecimento de entidades mencionadas na língua portuguesa.